# Bryosedgwickia
Bryosedgwickia là một chi rêu trong họ Hypnaceae.